# Ksanti
Ksanti (grčki: Ξάνθη ,  bugarski: Скеча;  turski: İskeçe)  grad je u sjevernoj Grčkoj, u periferiji Istočna Makedonija i Trakija. 
Grad Ksanti je sjedište prefekture Ksanti. 

## Povijest
Prvi zapisi o Ksantiju, zabilježeni su  879. god. pr. Kr. za Tračkih ratova.
Ovaj dio Trakije, bio je na vjetrometrini i proživljavao je teška vremena velikih sukoba, raseljavanja i pomora stanovništva.
Takvo je stanje bilo i kad je Otomansko Carstvo ovladalo ovim krajem, kraj je bio gotovo bez stanovnika. Zbog tog su turci naselili nove stanovnike iz dubine Male Azije, tako je nastalo naselje Genisea (grčki: Γενισέα). Naselja Oreo (Ωραίο) i Ksanti ostala su većinski grčka (s kršćanskim) stanovništvom.

### Razdoblje uspona grada Jenidže
Od 1715. godine čitav kraj oko gradića Ksanti, a naročito susjedni grad Genisea ( turski: Yenidze, bugarski: Jenidže), postao je poznat po uzgoju kvalitetnog duhana koje je uglavnom uzgajalo tursko stanovništvo - Pomaci .
Uzgoj aromatičnih orijentalnih duhana, koji su bili vrlo popularni i cijenjeni u to vrijeme za izradu kvalitetnih mješavina (blendova) od kojih su rađene skupe cigarete poput Balkan Sobrania, a koji su stavljani i u ostale skupe cigarete koje su nosile pridjeve oriental blend donijele su regiji Ksanti blagostanje. 
U ožujku i travnju 1829. godine, dva snažna potresa sravnila su Ksanti sa zemljom, ali se je odmah iza toga grad ponovno podigao i nanovo izgradio.
1870. susjedni i konkurentski grad Genisea izgorio je u katastrofalnom požaru, tako da je sav duhanski posao premješten u Ksanti koji je u to vrijeme narastao na 10 000 stanovnika. 1891. do grada je došla željeznička pruga, koja je ubrzala razvoj grada. 

### Za balkanskih ratova
Za vrijeme Prvog balkanskog rata Bugari su zauzeli grad Ksanti 1912., i držali ga pod svojom kontrolom osam mjeseci, kad su ga ponovno zauzeli Grci. Ubrzo nakon svršetka balkanskih ratova, Ksanti i Zapadna Trakija dati su Bugarskoj kao dio mirovnih dogovora nakon ratova, i ostali su pod bugarskom vlašću sve do kraja Prvog svjetskog rata. 
Kako je Bugarska bila na strani poraženih centralnih sila u tom ratu, Zapadna Trakija (Δυτική Θράκη) i grad Ksanti, predani su Grčkoj u razdoblju 1919. – 1920. kao trajni posjed. 
Grad su ponovno okupirali Bugari za vrijeme Drugog svjetskog rata između 1941. – 1944. godine.

### Grad Ksanti u današnje vrijeme
Današnji Ksanti je moderan grad, s dobro očuvanom gradskom jezgrom iz XIX st. Grad je poznat po svom karnevalu (grčki: Καρναβάλι) koji se tradicionalno održava u veljači ili ožujku (ovisno o godini). Pored grada nalazi se arheološko nalazište antičkog grada Abdere

## Školstvo
- U gradu Ksantiju djeluje Demokritovo sveučilište iz Trakije.

## Šport
- Ksanti je grad nogometnog kluba Škoda Ksanti koji nastupa u grčkoj prvoj ligi od 1989. godine.

## Poznati sugrađani
- Demokrit grčki filozof
- Protagora grčki filozof
- Manos Hadjidakis (1925-1994) grčki skladatelj
- Şerif Gören (1944.-) turski filmski redatelj, dobitnik Zlatne palme iz 1982. na Filmskom festivalu u Cannesu

## Zbratimljeni gradovi
- Gifhorn, Njemačka
- Novi Beograd, Srbija
- Smoljan, Bugarska
- Biga, Turska
- Bursa, Turska

## Vanjske poveznice
- Demokritovo sveučilište iz Trakije (grč.)
- Općina Ksanti  Arhivirana inačica izvorne stranice od 3. kolovoza 2005. (Wayback Machine)
- Trakija - Orfejeva zemlja  - Demokritovo sveučilište iz Trakije  Arhivirana inačica izvorne stranice od 8. kolovoza 2002. (Wayback Machine)